# ロケットアリーナ
『ロケットアリーナ』(Rocket Arena) はエレクトロニック・アーツより2020年7月14日リリースのコンピュータゲーム。
3人対3人で戦うチームバトル型のシューター（TPS）。
対応プラットフォームはPlayStation 4、Xbox One、PCでクロスプレイも可能。
『オーバーウォッチ』や『エーペックスレジェンズ』に代表されるような性能の異なるキャラクターを使って戦うヒーローシューター。プレイヤーは「ロケットランチャー」を使って戦う。
ダメージを受けても死亡するわけではなく、ダメージが累積すると「メガブラスト状態」となり、その状態で被弾すると画面外に吹き飛ばされて負けになる。